# Dụ ngôn Cây nho thật

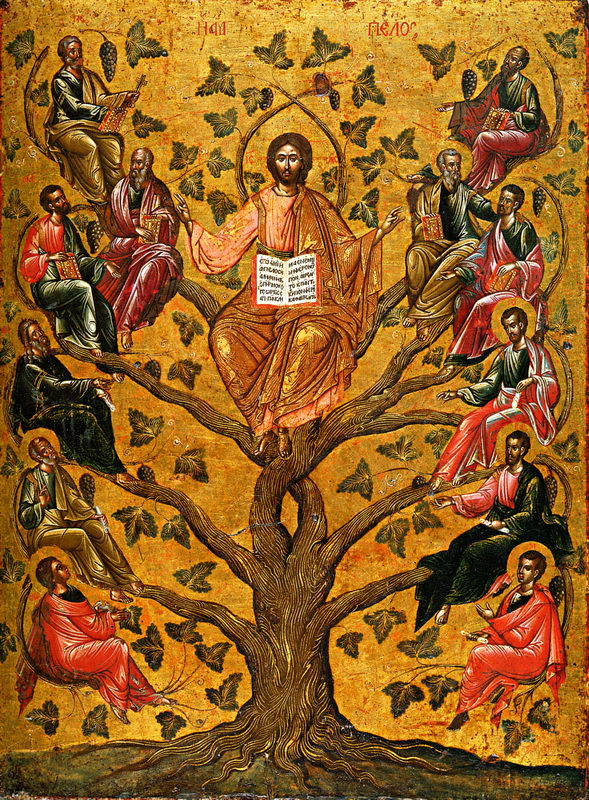
Đấng Christ là Cây nho thật, biểu tượng Hy Lạp thế kỷ thứ 16

Dụ ngôn Cây nho thật (tiếng Hy Lạp: ἡ ἄμπελος ἡ ἀληθινή hē ampelos hē alēthinē) là một dụ ngôn do Giê-su đưa ra trong Tân Ước. Được tìm thấy trong Phúc âm Gio-an 15:1–17, dụ ngôn này mô tả các môn đồ của Giê-su như những nhánh của chính Ngài, được mô tả là "cây nho thật", và Chúa Cha là "người trồng nho".

## Cựu Ước
Có rất nhiều phân đoạn trong Cựu Ước nói đến dân Israel như một cây nho (tiếng Hebrew: גָּ֫פֶן gephen): Thánh vịnh 80:8–16, I-sai-a 5:1–7, Giê-rê-mi-a 2:21, Ê-dê-ki-en 15:1–8, 17:5–10, và 19:10–14, và Hô-sê 10:1.
Các đoạn Kinh Thánh Cựu Ước sử dụng hình ảnh này dường như coi dân Israel là một dân trung thành với Thiên Chúa và/hoặc là đối tượng của hình phạt nghiêm khắc. Ê-dê-ki-en 15: 1–8 đặc biệt nói về sự vô giá trị của gỗ cây nho (liên quan đến việc Giu-đa không vâng lời). Một cành nho bị cắt từ cây nho là vô giá trị ngoại trừ việc được dùng làm nhiên liệu đốt. Điều này có vẻ phù hợp với những lời tuyên bố về các môn đồ hơn là với sự miêu tả của Giê-su về chính ngài là cây nho.
Ê-dê-ki-en 17: 5–10 có hình ảnh cây nho đề cập đến một vị vua thuộc dòng dõi Đa-vít là Zedekiah, người được Nebuchadnezzar lập làm vua của Vương quốc Giu-đa. Zedekiah liên minh với Ai Cập và phá vỡ giao ước của mình với Nebuchadnezzar (và do đó cũng phá vỡ giao ước với Thiên Chúa). Điều này cuối cùng dẫn đến sự sụp đổ của ông (17: 20–21). Sau đó, Ê-dê-ki-en 17: 22–24 mô tả việc trồng một cành tuyết tùng. Cành này mọc thành cây cao là một mô tả tượng hình về Đấng Messiah. Nhưng điều quan trọng là bản thân Đấng Messiah không được mô tả trong Ê-dê-ki-en 17 như một cây nho, mà là một cây tuyết tùng. Hình ảnh cây nho ở đây áp dụng cho sự bất tuân của Zedekiah.

## Đây có phải là một dụ ngôn?

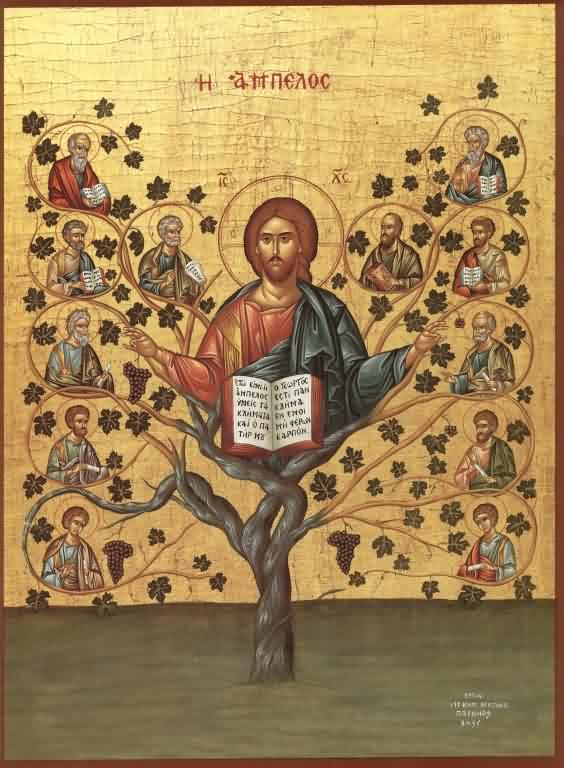
Biểu tượng Chúa Kitô là Cây nho thật

Một số tác giả như Barbara Reid, Arland Hultgren hay Donald Griggs nhận xét rằng "những dụ ngôn vắng bóng một cách đáng chú ý trong Phúc âm của Gio-an". Theo Bách khoa toàn thư Công giáo, "Không có dụ ngôn nào trong Phúc âm của Thánh Gio-an"; và theo Encyclopædia Britannica, "Ở đây sự dạy dỗ của Giê-su không có dụ ngôn mà có ba câu chuyện ngụ ngôn, các tác giả Phúc Âm Nhất Lãm trình bày nó như một phúng dụ xuyên suốt." Tất cả các nguồn này đều hàm ý rằng đoạn văn được mô tả như một ẩn dụ hơn là một dụ ngôn. Tuy nhiên, một số nhà văn, đặc biệt là Jean Calvin, gọi đoạn văn bằng một thuật ngữ Latinh thường được dịch sang tiếng Anh là "dụ ngôn".

## Nội dung
Dụ ngôn này nằm ở Gio-an 15: 1–17:
1Thầy là cây nho thật, và Cha Thầy là người trồng nho.2Cành nào gắn liền với Thầy mà không sinh hoa trái, thì Người chặt đi; còn cành nào sinh hoa trái, thì Người cắt tỉa cho nó sinh nhiều hoa trái hơn.3Anh em được thanh sạch rồi nhờ lời Thầy đã nói với anh em.4Hãy ở lại trong Thầy y như Thầy ở lại trong anh em. Cũng như cành nho không thể tự mình sinh hoa trái, nếu không gắn liền với cây nho, anh em cũng thế, nếu không ở lại trong Thầy.
5Thầy là cây nho, anh em là cành. Ai ở lại trong Thầy và Thầy ở lại trong người ấy, thì người ấy sinh nhiều hoa trái, vì không có Thầy, anh em chẳng làm gì được.6Ai không ở lại trong Thầy, thì bị quăng ra ngoài như cành nho và sẽ khô héo. Người ta nhặt lấy, quăng vào lửa cho nó cháy đi.7Nếu anh em ở lại trong Thầy và lời Thầy ở lại trong anh em, thì muốn gì, anh em cứ xin, anh em sẽ được như ý.8Điều làm Chúa Cha được tôn vinh là: Anh em sinh nhiều hoa trái và trở thành môn đệ của Thầy.
9Chúa Cha đã yêu mến Thầy thế nào, Thầy cũng yêu mến anh em như vậy. Anh em hãy ở lại trong tình thương của Thầy.10Nếu anh em giữ các điều răn của Thầy, anh em sẽ ở lại trong tình thương của Thầy, như Thầy đã giữ các điều răn của Cha Thầy và ở lại trong tình thương của Người.11Các điều ấy, Thầy đã nói với anh em để anh em được hưởng niềm vui của Thầy, và niềm vui của anh em được nên trọn vẹn.
12Đây là điều răn của Thầy: anh em hãy yêu thương nhau như Thầy đã yêu thương anh em.13Không có tình thương nào cao cả hơn tình thương của người đã hy sinh tính mạng vì bạn hữu của mình.14Anh em là bạn hữu của Thầy, nếu anh em thực hiện những điều Thầy truyền dạy.15Thầy không còn gọi anh em là tôi tớ nữa, vì tôi tớ không biết việc chủ làm. Nhưng Thầy gọi anh em là bạn hữu, vì tất cả những gì Thầy nghe được nơi Cha Thầy, Thầy đã cho anh em biết.
16Không phải anh em đã chọn Thầy, nhưng chính Thầy đã chọn anh em, và cắt cử anh em để anh em ra đi, sinh được hoa trái, và hoa trái của anh em tồn tại, hầu tất cả những gì anh em xin cùng Chúa Cha nhân danh Thầy, thì Người ban cho anh em.17Điều Thầy truyền dạy anh em là hãy yêu thương nhau.